# Dubicze Cerkiewne
Dubicze Cerkiewne – wieś w Polsce położona w województwie podlaskim, w powiecie hajnowskim, w gminie Dubicze Cerkiewne.  Leży nad Orlanką dopływem Narwi.
Miejscowość jest siedzibą gminy Dubicze Cerkiewne i parafii prawosławnej Opieki Matki Bożej.  Wierni kościoła rzymskokatolickiego należą do parafii św. Zygmunta w Kleszczelach.
Nazwa wsi pochodzi od nazwy osobowej Duba lub Dub z białoruskim sufiksem -icze.
Wieś królewska starostwa kleszczelowskiego w ziemi bielskiej województwa podlaskiego w 1795 roku. W latach 1954–1972 wieś należała i była siedzibą władz gromady Dubicze Cerkiewne, po reformie gminy. W latach 1975–1998 miejscowość administracyjnie należała do województwa białostockiego.
Wieś w 2011 roku zamieszkiwało 276 osób.

## Legendy

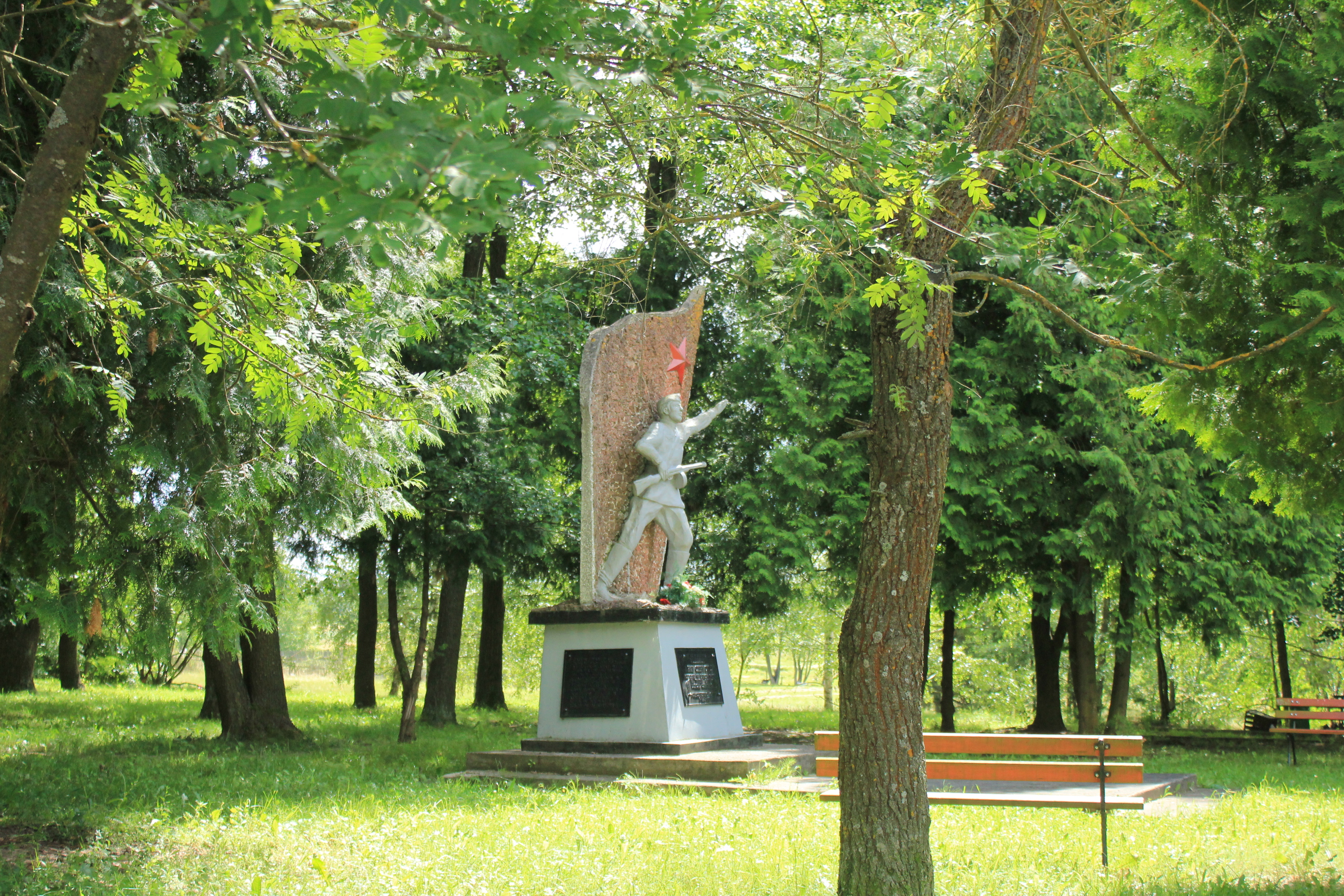
Pomnik poświęcony żołnierzom Armii Czerwonej. Zdemontowany w 2018 r.

Z legend wynika, że w XVI wieku na obszar obecnej wsi przywędrowało z północnej Litwy plemię Krywiczów i założyło tu obóz. Ponieważ miejsce uznali za piękne i urocze, Krywicze postanowili pozostać tu na dłużej, a potem i na stałe. Prawdopodobnie w pobliżu znajdował się las dębowy, w pobliżu którego osiedlali się zwykle członkowie tego plemienia i od którego nadano też nazwę miejscowości.
Według miejscowej legendy od powstania wsi istniała tu zawsze cerkiew. Istnieją też legendy o skarbie Napoleona, schowanym w okolicach wsi.

## Historia

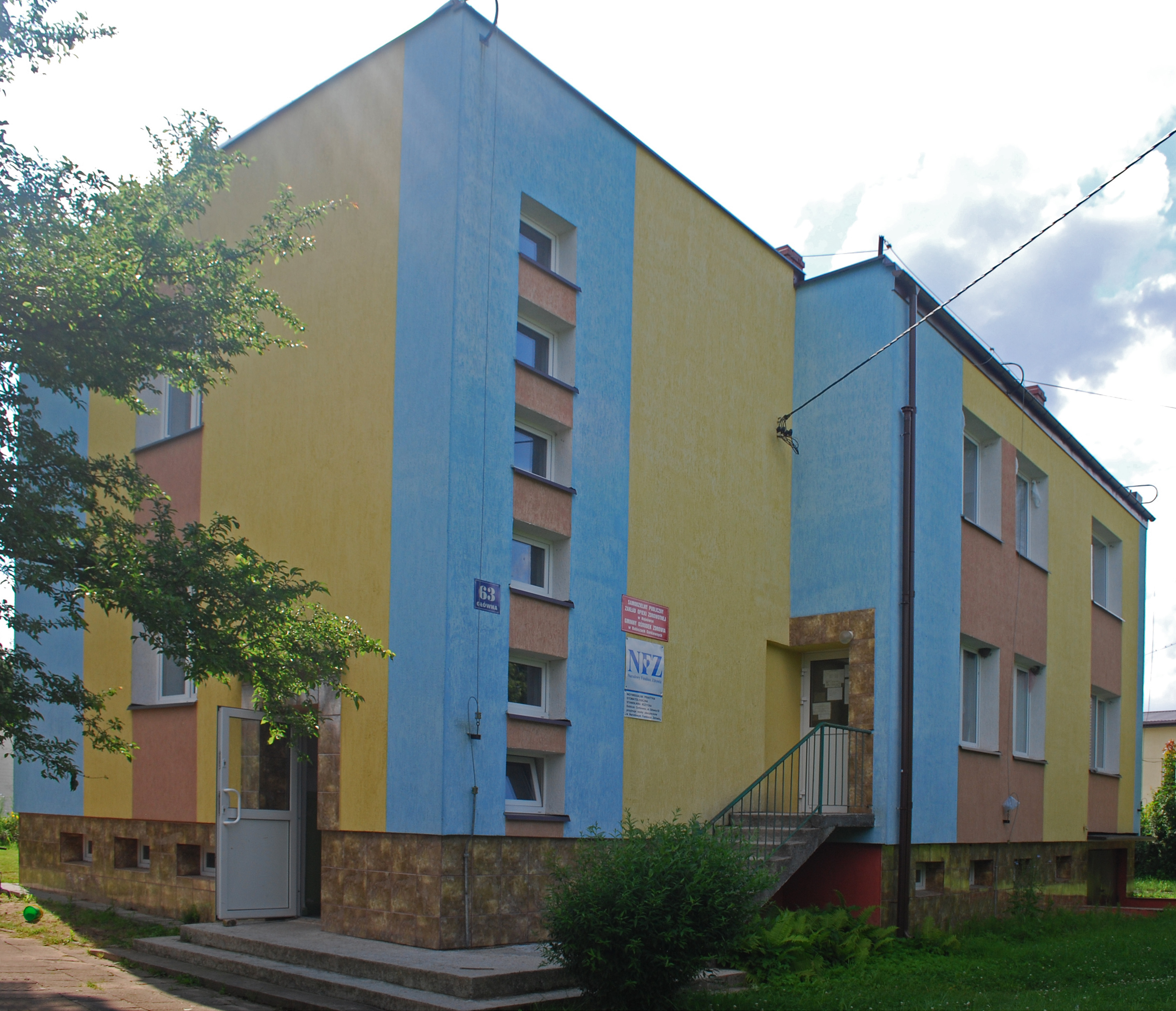
Gminny Ośrodek Zdrowia

Wieś założono około 1532 roku. Po raz pierwszy wzmiankowana jest w 1568 roku, kiedy to król Zygmunt August, przekazując miasto Kleszczele z przedmieściami w dzierżawę podkomorzemu drohickiemu Stanisławowi Chądzyńskiemu, dołączył do dzierżawy 6 wsi starostwa bielskiego: Żarywiec (Dubicze Cerkiewne), Obychodnik (Grabowiec), Czochy (Czechy Orlańskie), Jelonkę, Suchą Wolę (Suchowolce) i Rudę (Rutkę). Te przyłączone wsie tworzyły wołoszcz kleszczelską.
W okresie międzywojennym wieś należała do gminy Orla. Według spisu ludności z 30 września 1921 roku w Dubiczach Cerkiewnych mieszkało 196 osób w 46 domach, 191 osób podało narodowość białoruską, 5 osób – polską. 196 osób było wyznania prawosławnego. W 1927 roku pojawili się we wsi baptyści, a w 1928 – zielonoświątkowcy.
W czerwcu 1941 roku pomiędzy Dubiczami i wsią Grabowiec miała miejsce potyczka wojsk niemieckich z wojskami radzieckimi, w wyniku której częściowo spłonęły obie wsie. W 1956 roku wieś została zelektryfikowana i utworzono bibliotekę. W 1977 roku we wsi zbudowano budynek Urzędu Gminy oraz Ośrodek Zdrowia.
W 1985 we wsi wzniesiono pomnik upamiętniający żołnierzy Armii Czerwonej. Na pomniku umieszczono nazwiska 27 żołnierzy poległych w latach 1941-44. Pomnik sporządził Mikołaj Korch, rzeźbiarz pochodzący z Kraśkowszczyzny. W 2018 roku pomnik został uznany przez IPN za symbol komunizmu i zdemontowany.

## Atrakcje turystyczne

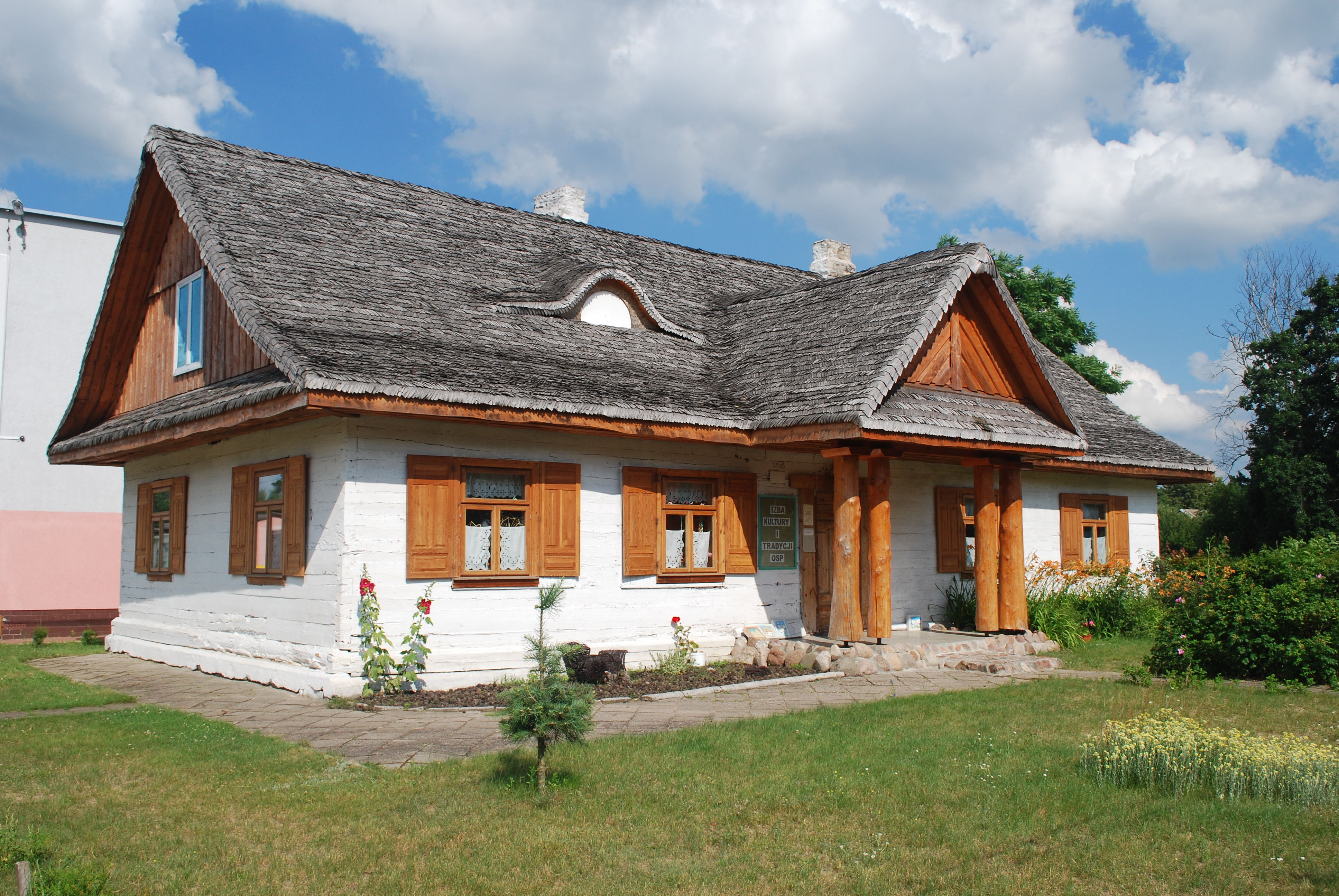
Izba tradycji OSP

- Cerkiew prawosławna pw. Opieki Przenajświętszej Marii Panny z 1948 roku, powstała na miejscu XVII-wiecznej cerkwi unickiej, która spłonęła w czasie II wojny światowej.
- Cmentarz prawosławny z XIX wieku[15]
- budynek dawnej szkoły podstawowej z początku XX w. (obecnie Izba Kultury Ludowej i Tradycji OSP)
- drewniana chata z początku XX w. położona przy ul. Głównej
- Zalew Bachmaty z plażą

## Kościoły
- Polski Autokefaliczny Kościół Prawosławny
  - Parafia Opieki Matki Bożej
    - cerkiew parafialna pw. Opieki Matki Bożej
- zbór Kościoła Chrześcijan Baptystów
- zbór Kościoła Zielonoświątkowego

## Dubicze Cerkiewne w literaturze
- Sylwia Skuza, Tylko nie Podlasie, Wydawnictwo MG, Warszawa 2021.

## Urodzeni w Dubiczach Cerkiewnych
- Jan Czykwin – białoruski poeta, historyk literatury i tłumacz
- Iwan Kraskowski – członek Rady Ukraińskiej Republiki Ludowej, dyplomata[16]